# Minuartia dianthifolia
Minuartia dianthifolia är en nejlikväxtart. Minuartia dianthifolia ingår i släktet nörlar, och familjen nejlikväxter.

## Underarter
Arten delas in i följande underarter:
- M. d. cataonica
- M. d. dianthifolia
- M. d. kurdica
- M. d. longipetala